# Asland

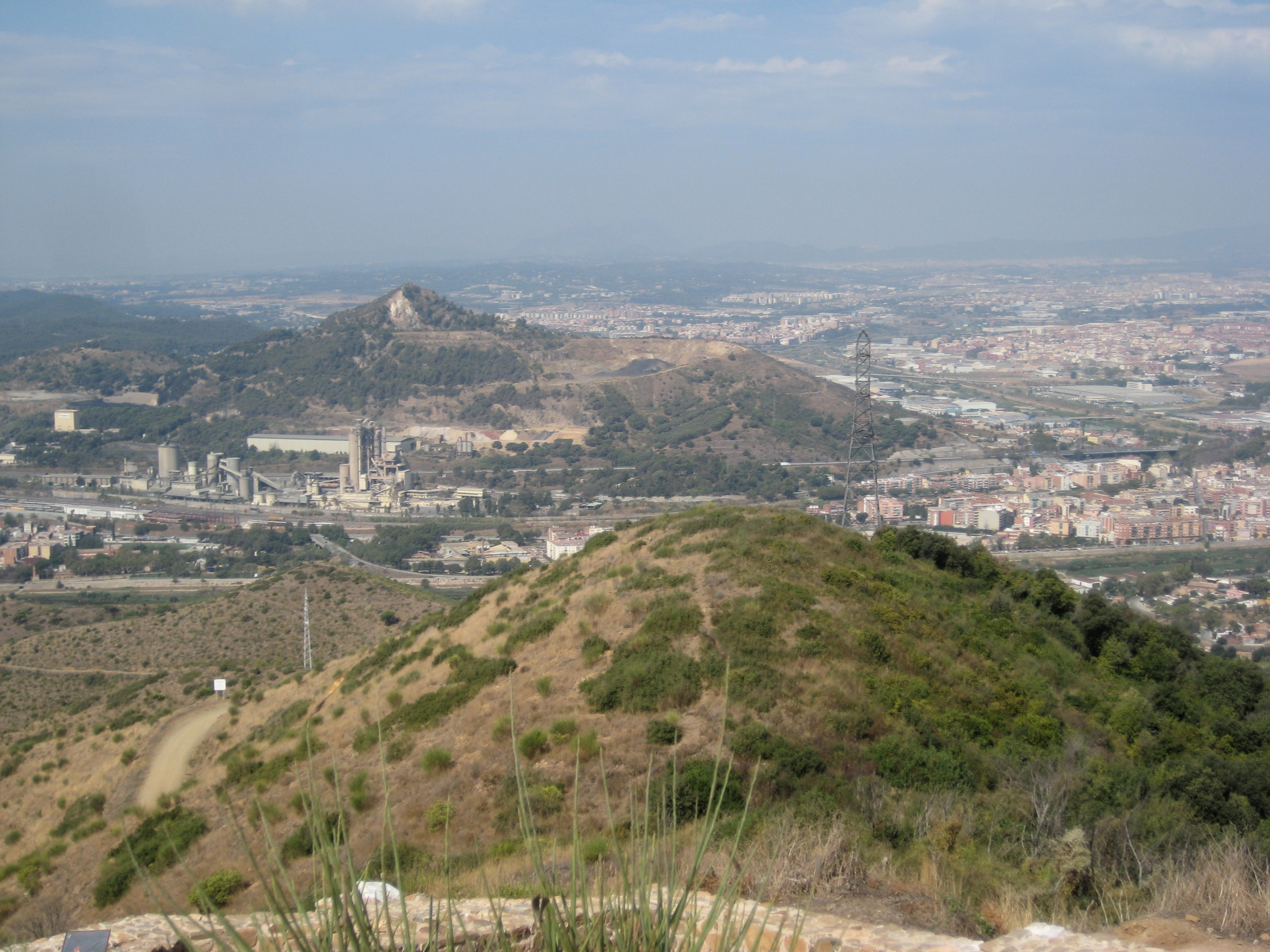
Fàbrica Lafarge Asland i turó de Montcada, vistos des del Puig Castellar

La Companyia General d'Asfalts i Pòrtland o simplement Asland SA fou una empresa cimentera catalana.
La societat la va fundar Eusebi Güell el 15 de juliol de 1901 a Barcelona per comprar les mines, pedreres i salts d'aigua necessaris per a la producció de ciment en general, i específicament el pòrtland. El nom Asland es deriva de les paraules Asfalt i Pòrtland. A finals dels anys 20 produïa unes 300.000 tones anuals. A més a més en aquells temps tenia llaços amb les companyies elèctriques.
Al llarg de la seva història aquesta empresa va explotar el sector del ciment des de les seves fàbriques de Castellar de n'Hug (la Fàbrica de Ciment Asland, actualment un museu, a la vora de la Pobla de Lillet), Montcada (instal·lada el 1917), Sagunt i València; i també tenia factories fora dels països catalans: Villaluenga de la Sagra, Toledo, Còrdova, Niebla i Huelva.
La maquinària de la fàbrica de Montcada de 1917 procedia de la planta que Riegos y Fuerzas del Ebro va muntar per construir la central hidroelèctrica de Talarn. Un cop acabades les obres, va vendre la maquinària a Asland. Des de la fàbrica de Montcada es va subministrar el ciment per a la central hidroelèctrica de Camarasa. El ciment era transportat per tren de la Companyia del Nord fins a Mollerussa, i després, amb el tren de la Sucrera de Menàrguens fins a Balaguer, on el carregaven als Locomòbils i/o trens Renards fins al peu de la presa.
El grup industrial va produir diversos materials per a la construcció: ciment, formigó preparat, ceràmica, guix, etc. així com va comercialitzar tecnologia. També havia tingut una certa activitat immobiliària. El pintor Francesc Planas Doria fou autor d'un quadre que representava la fàbrica situada a Montcada.
Finalment, la companyia fou comprada per la cimentera francesa Lafarge el 1993. Durant un període continuà operant amb la denominació Lafarge Asland.
L'empresa suïssa Cementia va comprar l'any 1987 el 26% de l'empresa Asland. L'any 1989 el grup francès Lafarge, antic soci tecnològic d'Asland, va adquirir el control d'Asland SA. En aquell moment Asland era la primera empresa cimentera d'Espanya, cotitzada a Madrid i Barcelona, amb una facturació de 43.100 milions de pessetes. L'any 2007 "Lafarge Asland" va canviar la seva denominació a Lafarge Cementos, perdent el nom de l'empresa original creada per Eusebi Güell, i mantenint fàbriques a Montcada i Reixac, Villaluenga de la Sagra i Sagunt.